# SSV Bozen Handball
Il Südtiroler Sportverein Bozen Handball, noto anche come Bolzano , è una società di pallamano maschile con sede nella città di Bolzano. È la società di pallamano più longeva dell'intero panorama nazionale.
La sezione, fondata nel 1965, milita attualmente in Serie A Gold, che è il massimo campionato nazionale italiano di pallamano maschile. La squadra detiene la Coppa Italia. Dal 2011-2012 domina la scena nazionale avendo appunto vinto 5 campionati nazionali, 5 coppe Italia e 4 supercoppe italiane. Ha disputato le proprie gare interne presso la Palestra Gasteiner di Bolzano fino alla stagione 2018/19. Dalla stagione 2019/20 è tornata nel PalaResia dove giacava già dalla sua costruzione fino all'inizio degli anni 1990.

## Storia

### Nascita e primi anni
Nata nel 1862 come Turnverein Bozen (Società Ginnastica Bolzano), fu sciolta nel 1926 dal regime fascista. Il 17 novembre 1945, 71 bolzanini rifondarono la società con ben sette sezioni: calcio, atletica leggera, sport invernale, alpinismo, tennis tavolo e ginnastica. Con circa 2.400 membri e 13 sezioni attuali è il club sportivo più grande del Sudtirolo.
La sezione di pallamano fu fondata nel 1965 e tra le società oggi attive è tra quelle più antiche e ricche di tradizioni con il codice FIGH 0011. Dalla stagione 1967 ad oggi ha partecipato ininterrottamente ai campionati nazionali svolgendo un continuo lavoro sul settore giovanile.
Nella stagione 1969-1970 è tra le prime otto squadre che inaugurano il massimo campionato di Serie A; nel primo ventennio comincia un sali e scendi tra Serie A e B (o A2) che la vedranno protagonista di quattro promozioni e cinque retrocessioni, l'ultima nella stagione 1988-1989. 

### Ritorno in massima serie
Dopo aver passato più di vent'anni nel secondo livello del campionato italiano, al termine della stagione 2009-2010 riesce ad accedere ai playoff per la promozione, ma viene eliminato dai cugini del Brixen, che successivamente batteranno Trieste e verranno promossi in Serie A Élite. Il boccone amaro fa però comprendere alla dirigenza che il Bozen è pronto a tornare in alto: infatti, già nella stagione 2004-2005, i biancorossi erano riusciti ad ottenere un piazzamento per la promozione, ma la seguente riforma dei campionati aveva reso di fatto inutile il secondo posto alle spalle del Rapid Nonantola. Dopo questo episodio, il Bozen aveva fatto registrare un quinto, un quarto e due secondi posti consecutivi, prima del già citato primo posto; a giugno 2010 la società fa domanda di ripescaggio in Serie A Élite e con il benestare della FIGH, ritorna nel massimo campionato dopo ventidue anni di assenza.

### I successi
Appena confermato il ripescaggio in Élite, viene effettuato un cospicuo intervento sulla rosa: innanzitutto la squadra viene affidata al croato Nikola Miloš; i nuovi acquisti sono l'argentino Querín dall'Istres e i croati Čarapina dal Metković, Šporčić dal Nexe Našice e Turković dal Poreč. Per motivi legati al passaporto però, Turković viene lasciato in prestito al Bjelovar (sempre in Croazia) e viene sostituito dall'italo-argentino Guido Riccobelli, ex Secchia. La squadra chiude con un quinto posto finale che vale i playoff Scudetto: ai quarti gli altoatesini eliminano i pugliesi del Noci, ma in semifinale subiscono due sconfitte dal Conversano futuro campione d'Italia.
Per la stagione 2010-2011 la rosa viene rinforzata con gli arrivi di Volpi, Maione, il rientro di Turković dal prestito e il terzino brasiliano Gaeta dal Conversano. Al termine della stagione il Bozen metterà in bacheca il primo Scudetto e la prima Coppa Italia della propria storia.
La stagione seguente sarà addirittura triplete con la vittoria di Scudetto, Coppa Italia e Supercoppa. 
Negli anni '10 del 2000, il Bozen si rende protagonista di una rivalità sportiva con la Junior Fasano che monopolizzerà lo scenario della pallamano italiana: in tutte le competizioni nazionali, tra il 2011 e il 2019, su 24 finali, ben 11 volte la sfida finale comprendeva entrambe le squadre e nelle restanti tredici almeno una delle due. 
Solamente nella stagione 2013-2014 il Bozen non riuscì a sollevare alcun trofeo.
Artefice dei successi della squadra è stato il capo allenatore Alessandro Fusina, arrivato a Bolzano nel 2012 e rimasto a guida della squadra sino al 2018, con un'unica interruzione nel 2015-2016, quando la squadra passò sotto Ljubo Flego e subì una clamorosa sconfitta in finale Scudetto (31-19 a Fasano): il tecnico siracusano ha vinto sette dei quattordici titoli vinti dal Bozen.

### Gli anni recenti
Il ciclo vincente finisce a febbraio 2020, con la vittoria della Coppa Italia a Siena. Successivamente, la pandemia di COVID-19 farà fare un passo indietro alla società e ad alcuni giocatori: Felipe Gaeta, che dopo nove anni decideva di passare al Siena, Innerebner e Šporčić che si ritiravano e diventavano rispettivamente General Manager e nuovo allenatore, ma anche Arcieri, Halilković e Volarević, protagonisti del biennio 2018-2020 targato Dvoršek lasciavano la squadra. Nonostante ciò il campionato si chiudeva al quarto posto, raggiunto grazie all'arrivo a febbraio del terzino della nazionale Michele Skatar. Dopo due stagioni di assestamento, con un settimo e un ottavo posto, nella stagione 2023-24 la squadra sin da subito insidia le favorite per i primi posti, chiudendo l'anno solare 2023 al quarto posto, con una sola lunghezza da recuperare al terzetto di testa composto da Meran, Brixen e Junior Fasano.

## Sezioni della polisportiva
- Badminton
- Canoeing/kayaking/SUP
- Combattimento
- Faustball
- Floorball
- Ginnastica
- Nuoto
- Pallacanestro
- Pallavolo
- Tennistavolo
- Wing chun

La squadra della sezione hockeystica, che vanta 3 partecipazioni al massimo campionato nazionale, si fuse con l'HC Bolzano nella stagione 1965/66.

## Partecipazioni

### Campionati di 1º e 2º livello
| Livello | Categoria       | Partecipazioni | Debutto | Ultima stagione | Totale |
| ------- | --------------- | -------------- | ------- | --------------- | ------ |
| 1°      | Serie A Gold    | 2              | 2022-23 | 2023-24         | 28     |
| 1°      | Serie A-1ª D.N. | 6              | 2012-13 | 2017-18         | 28     |
| 1°      | Serie A Élite   | 2              | 2010-11 | 2011-12         | 28     |
| 1°      | Serie A1        | 6              | 1987-88 | 2021-22         | 28     |
| 1°      | Serie A         | 13             | 1969-70 | 1985-86         | 28     |
| 2°      | Serie A1        | 5              | 2005-06 | 2009-10         | 26     |
| 2°      | Serie A2        | 17             | 1986-87 | 2004-05         | 26     |
| 2°      | Serie B         | 4              | 1972-73 | 1982-83         | 26     |

### Coppe nazionali
| Coppa               | Partecipazioni | Debutto | Ultima stagione |
| ------------------- | -------------- | ------- | --------------- |
| Coppa Italia        | 19             | 1974-75 | 2020-21         |
| Supercoppa italiana | 6              | 2012    | 2020            |

### Coppe europee
| Coppa                | Partecipazioni | Debutto | Ultima stagione |
| -------------------- | -------------- | ------- | --------------- |
| EHF Champions League | 1              | 2012-13 | 2012-13         |
| EHF Cup              | 5              | 2012-13 | 2019-20         |
| EHF Challenge Cup    | 1              | 2011-12 | 2011-12         |

## Palmarès
- Campionato italiano di pallamano maschile: 5
2011-12, 2012-13, 2014-15, 2016-17, 2018-19
- Coppa Italia (pallamano maschile): 5
2011-12, 2012-13, 2014-15, 2018-19, 2019-20
- Supercoppa italiana (pallamano maschile): 4
2012, 2015, 2017, 2019

## Strutture
L'SSV Bozen disputa le proprie gare casalinghe presso il PalaResia.
L'impianto ha una capienza di circa 3000 posti e si trova in via Resia 39 a Bolzano.
Il campo di allenamento è il PalaGasteiner, sito in via Roen 12, che ha una capienza di circa 500 spettatori.

## Rosa 2025-2026

### Giocatori
| N° | Naz.               | Ruolo | Sportivo                | Anno |  |  |
| -- | ------------------ | ----- | ----------------------- | ---- |  |  |
| 1  | Italia (bandiera)  | P     | Alexander De Ehrenstein | 2007 |  |  |
| 2  | Italia (bandiera)  | A     | Riccardo Di Giulio      | 1997 |  |  |
| 3  | Italia (bandiera)  | A     | Leonardo Trevisiol      | 2005 |  |  |
| 7  | Italia (bandiera)  | A     | Jonas Walcher           | 2002 |  |  |
| 9  | Italia (bandiera)  | T     | Marzo Zanon             | 2004 |  |  |
| 18 | Italia (bandiera)  | T     | Alexander Hodges        | 2006 |  |  |
| 22 | Croazia (bandiera) | T     | Erik Udovičić           | 1995 |  |  |
| 23 | Italia (bandiera)  | T     | Dean Turković           | 1987 |  |  |
| 25 | Italia (bandiera)  | T     | Tommy Wiederhofer       | 2005 |  |  |
| 30 | Italia (bandiera)  | T     | Jonas Gasser            | 2006 |  |  |
| 31 | Italia (bandiera)  | PV    | Alberto Gazzini         | 2001 |  |  |
|    | Croazia (bandiera) | T     | Alan Javor              | 2000 |  |  |
|    | Polonia (bandiera) | P     | Jakub Matlęga           | 2000 |  |  |
|    | Tunisia (bandiera) | PV    | Mohamed Memmich         | 1996 |  |  |
|    | Italia (bandiera)  | T     | Samuele Serafini        | 2003 |  |  |
|    | Italia (bandiera)  | P     | Stefano Martinati       | 1998 |  |  |
|    | Serbia (bandiera)  | T     | Aleksandar Miličević    | 1996 |  |  |

### Staff tecnico
- Mario Šporčić - Allenatore
- Jürgen Blaas - Allenatore in seconda
- Felipe Gaeta - Assistente
- Hansi Dalvai - Collaboratore tecnico
- Andrea Menini - Preparatore dei portieri
- Günther Oberhöller - Massofisioterapista

## Rose e stagione passate
- 2011-2012
- 2022-2023